# Thuraya

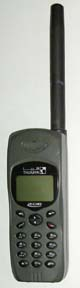
Terminale Thuraya

Thuraya Satellite Telecommunications Company (dalla parola araba Thurayya che significa le stelle Pleiadi) è un consorzio di operatori di telefonia dei Paesi arabi che gestisce una rete di telefonia satellitare che copre il 65% del globo terrestre (principalmente Europa, Medio Oriente, Africa, Asia e Australia).

## Descrizione
Il consorzio è nato nel 1997 da un'iniziativa Etisalat, l'azienda di telecomunicazioni monopolista negli Emirati Arabi Uniti, e ha sede ad Abu Dhabi. Sono membri di Thuraya molti dei principali operatori telefonici arabi, fra cui ARABSAT, Qatar Telecom QSC (Qatar), General Post and Telecommunications Company (Libia), Mobile Telecommunications Company (Kuwait), Bahrain Telecommunications Company (Bahrain), General Telecommunications Organisation (Oman), Public Telecommunication Corporation (Yemen), Egypt Telecom (Egitto), Itissalat Al-Maghrib (Marocco), Sudatel (Sudan) e Tunisie Telecom (Tunisia).
Il capitale sociale del consorzio, 25 milioni di dollari, è stato in seguito portato prima a 500 milioni e poi a 600 milioni (dicembre 1998).
La parte tecnica del progetto Thuraya è gestita dall'azienda statunitense Boeing Satellite Systems che, oltre alla progettazione del sistema, ha provveduto alla costruzione e alla messa in orbita del satellite geostazionario e dei terminali portatili utilizzati dalla rete Thuraya.
Il primo satellite, Thuraya 1, è stato lanciato nell'ottobre del 2000.
Il sistema di telefonia satellitare Thuraya è pienamente operativo dalla seconda metà del 2001 e copre una vasta area geografica pari a circa il 40% del globo terrestre.
Nel corso del 2007 sono stati introdotti i terminali portatili di seconda generazione.
Il 15 gennaio 2008 è stato lanciato con successo il nuovo satellite per telecomunicazioni Thuraya-3 realizzato da Boeing Satellite Systems di El Segundo (California) con un vettore Zenit-3SL dalla piattaforma di lancio Sea Launch posizionata nel Pacifico.
Thuraya-3, il terzo satellite della rete Thuraya, fornisce servizi voce e IP a banda larga in gran parte dell'Asia e dell'Oceania. Il nuovo satellite è stato progettato per assicurare servizi per almeno 12 anni e verrà posizionato ad una longitudine 98,5° est in un'orbita geostazionaria a 35.786 km dalla Terra.
Attualmente sono oltre 350.000 gli apparati satellitari Thuraya in uso nel mondo.
Il servizio di trasmissione dati satellitare ThurayaDSL (broadband satellitare bidirezionale fino a 144 kb/s) è stato disattivato dal 31 dicembre 2010 in quanto sostituito dal servizio ThurayaIP (broadband satellitare bidirezionale fino a 444 kb/s).

### Funzionamento
I terminali palmari devono essere in visibilità ottica (line of sight) con uno dei satelliti Thuraya e il servizio di GPS attivo: quindi, come tutti i terminali palmari che usano i satelliti in orbita geostazionaria, funzionano esclusivamente all'aperto.

### Terminali prima generazione
Ascom: terminale palmare satellitare e GSM 900 - fuori produzione
Hughes 7100: terminale palmare satellitare e GSM 900 - fuori produzione
Hughes 7101: terminale palmare satellitare e GSM 900 - fuori produzione
DSL: modem dati portatile per connessioni satellitari internet fino a 144 kb/s - fuori produzione

### Terminali seconda generazione
XT: terminale palmare satellitare con protezione IP 54
SO 2510: il più piccolo terminale satellitare palmare
SG 2520: terminale palmare satellitare e GSM Triband - fuori produzione
IP: modem dati portatile per connessioni satellitari internet fino a 444 kb/s
ThurayaMarine: terminale voce e dati fisso per utilizzo su imbarcazioni e navi

Nel 2018 è stato lanciato il primo smartphone Android Thuraya X5-Touch